# Costa Deliziosa
O Costa Deliziosa é um navio transatlântico, destinado a cruzeiros operado pela companhia italiana Costa Crociere S.p.A.. 
Com as característica de um navio da categoria Panamax, o barco pertence a classe Spirit/Vista.
O Costa Luminosa também operado pela Costa Crociere lançado em 2009, é um navio gêmeo do Deliziosa.  

## Facilidades
- 4 restaurantes
- 11 bares

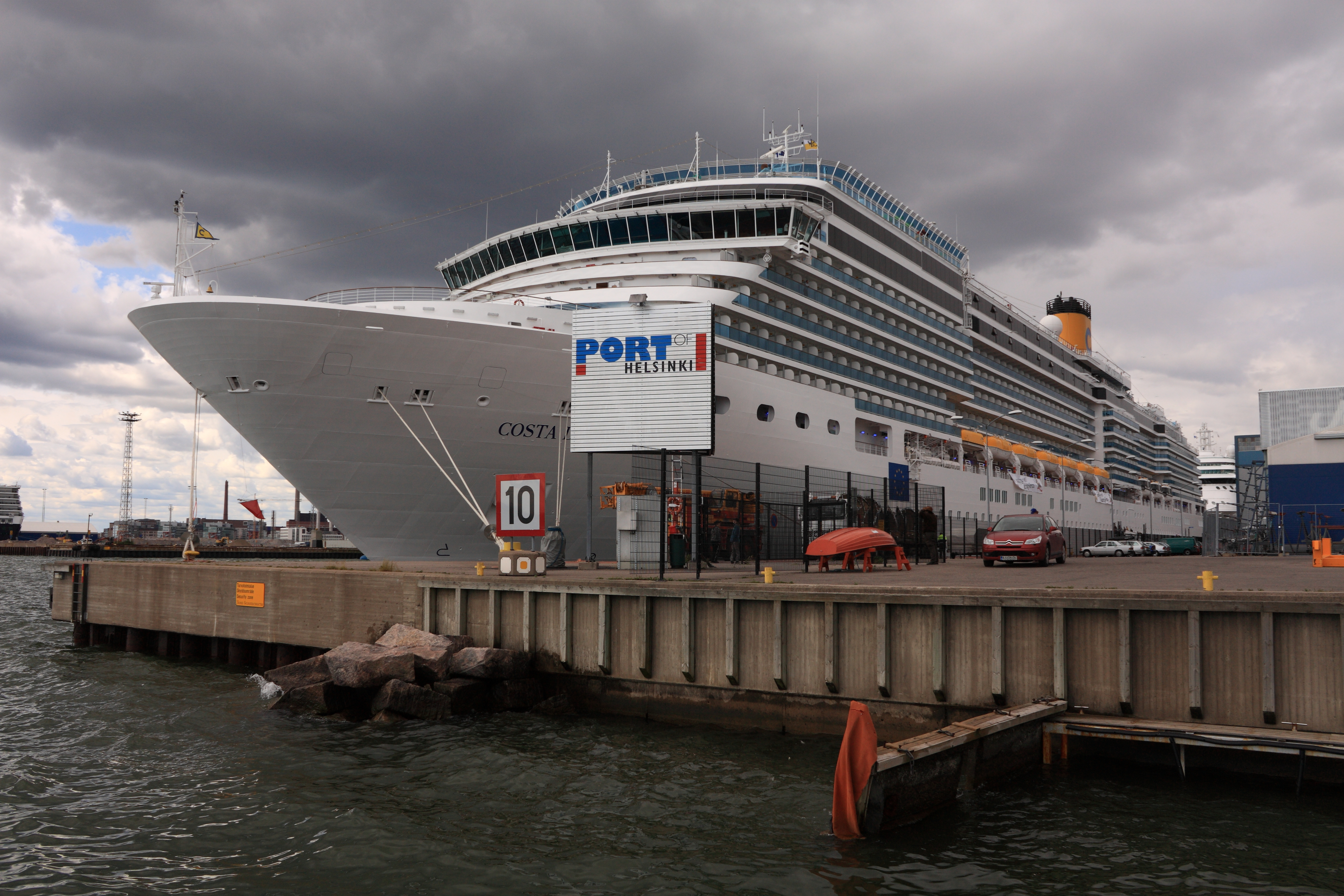
Costa Deliziosa' no porto de Helsinki (2010).

- 4 jacuzzis, 3 piscinas uma delas com cobertura retráctil e uma piscina infantil
- SPA com 3.500 m2 em dois níveis  com ginásio
- Pista poliesportiva, Ponte da piscina com tela gigante
- Cinema 4D, Teatro de três andares, Casino, Discoteca
- Simulador do Grande Prémio, Simulador de Golfe, PlayStation World